# إير تشويس وان
ميلتي-أيرو تمارس أعمالها التجارية تحت اسم إير تشويس وان هي شركة طيران أمريكية، يقع مقرها في سانت لويس، ميزوري ، و هي بمثابة شركة طيران إقليمية، و تقوم بتنظيم رحلات من مطار سانت لويس الدولي ومطار أوهير الدولي نحو مطار ديكاتور الذي يخدم مدينة ديكاتور (إلينوي).